# Francis Hunter
Francis Hunter (n. 28 iunie 1894, New York City, New York, SUA – d. 2 decembrie 1981, Palm Beach⁠(d), Florida, SUA) a fost un jucător de tenis american, medaliat olimpic. A participat la o ediție a Jocurilor Olimpice (1924) în care a câștigat o medalie de aur.

## Participări
Lista de mai jos prezintă principalele competiții la care a participat Francis Hunter de-a lungul carierei.
- tennis at the 1924 Summer Olympics – men's doubles[*]